# Francisco de Lemos Bettencourt
Francisco de Bettencourt de Vasconcelos e Lemos (Angra (Sé), 3 de dezembro de 1779 — Lisboa, 14 de março de 1840), mais conhecido como Francisco de Lemos Bettencourt, nome que usou na sua vida pública, foi um grande proprietário e político, membro da Junta Provisional do Governo Supremo do Reino que se seguiu à Revolução Liberal do Porto de 24 de Agosto de 1820, onde exerceu funções na Junta Preparatória das Cortes, e um dos mais influentes deputados das Cortes Gerais e Extraordinárias da Nação Portuguesa (1821-1822), para as quais foi eleito pela Estremadura e onde integrou a Comissão de Agricultura. Manteve actividade política até falecer, sendo sucessivamente eleito deputado e senador. Pertenceu à Maçonaria.

## Biografia
Nasceu na cidade de Angra, filho secundogénito de Vital de Bettencourt de Vasconcelos e Lemos, senhor do Solar da Madre de Deus, rico morgado e influente político local, e de sua esposa Maria Madalena Vitória de Castil-Branco, oriundos das mais ricas e influentes famílias da ilha Terceira. Era gémeo com Inácio, que faleceu em 1782, com apenas dois anos de idade.
Fidalgo cavaleiro da Casa Real por alvará de 2 de Agosto de 1793, destinado a seguir a carreira jurídica, depois de concluídos os estudos básicos na sua cidade natal e os estudos preparatórios em Lisboa, matriculou-se na Universidade de Coimbra, onde se formou bacharel em Direito no ano de 1802, com 24 anos de idade. Nesse mesmo ano foi nomeado juiz de fora em Arganil, cargo que exerceu até 1809.
Em 29 de outubro de 1809 casou em Coruche com Vicência Margarida Máxima Varela Ramalho, ao tempo já viúva, herdeira de uma família de ricos lavradores e proprietários no Alentejo e Ribatejo. Após o casamento abandonou a carreira da magistratura e dedicou-se à agricultura, sendo grande produtor de cereais, à indústria dos curtumes e à criação de gado bravo, sendo um dos ganaderos que fornecia touros para a Praça de Touros de Santana.
Senhor de uma grande fortuna e relacionado pelo casamento com algumas das mais importantes famílias terratenentes de Portugal, dedicou-se com afinco à gestão das propriedades da esposa, sendo considerado como um dos maiores empresários agrícolas da sua época. Considerado "Rico e bem relacionado, de temperamento plácido e conciliador, muito moderado e incapaz de fazer mal, a política envolveu-o e, em consequência da revolução de 15 de Setembro de 1820, foi, a título de representante da agricultura, nomeado membro do Governo Interino que substituiu a Regência que dominava em nome de D. João VI, mas que, de facto, obedecia servilmente a Beresford, o marechal inglês agraciado com o título de Marquês de Campo Maior. Todos os documentos desse Governo e do que lhe seguiu chamado Junta Provisional do Governo Supremo do Reino têm a sua assinatura."
Tendo ingressado na político essencialmente na defesa dos interesses agrícolas, em particular do sector cerealífero, e gravitado para o liberalismo em consequência do seu desacordo com a forma como era administrado o Terreiro Público, o mercado onde se vendiam por grosso os trigos e demais cereais. Considerado afecto aos liberais, foi obrigado a esconder-se logo que se soube em Lisboa da Revolução Liberal do Porto, de 24 de Agosto de 1820, mas logo que a 15 de Setembro daquele ano a revolta portuense foi secundada em Lisboa, foi convidado a integrar a estrutura governamental saída da revolução.
A partir desse convite, iniciou uma carreira política que apenas terminaria com o seu falecimento prematuro: fez parte da Junta Preparatória das Cortes; foi eleito em 1821 deputado às Cortes Gerais Extraordinárias e Constituintes da Nação Portuguesa, pelo circulo eleitoral da Província da Estremadura; e foi depois sucessivamente eleito para todas as assembleias legislativas até falecer, com excepção das Cortes Constituintes de 1837.
A sua participação nas Cortes Gerais e Extraordinárias de 1821-1822, onde prestou juramento a 26 de janeiro de 1821, foi intensa e profícua, afirmando-se como uma das vozes mais abalizadas do Soberano Congresso. Destacou-se particularmente nas questões de política agrícola, especialmente na propositura de um novo regime cerealífero, mas foi também influente nas questões açorianas, em particular nas referentes à ilha Terceira, então lutando pela manutenção da capital dos Açores na cidade de Angra. Nesta matéria age como parte da delegação açoriana. Sobre o seu desempenho neste período João Damásio Roussado Gorjão apresenta o seguinte balanço: «Durante esta primeira epocha, dous objectos abstrahiraó quasi exclusivamente a attençaõ do illustre deputado Bettencourt, a saber: o estado da nossa agricultura, e a anarchia da Ilha Terceira, sua patria. Em quanto ao primeiro andou em verdade mui bem, propoz muitas providencias uteis, e expendeo muitas ideas sans : seria para desejar que outrotanto lhe acontecesse em quanto ao segundo; mas parece-nos que algum tanto deixou sobrepujar o amor do seu payz natal á inteireza do representante da Naçaõ. Deve-se-lhe em grande parte o excellente decreto dos cereaes : pugnou pela aboliçaõ dos direitos banaes : apoyou a liberdade d'imprensa : na sessaõ de 13 de março fez um generoso oferecimento para as despesas do estado: as suas votações foraõ quasi todas liberaes, e naõ ha duvida que tem constantemente mostrado optimas intenções; todavia naõ podemos deixar de estranhar que naõ assistisse ás duas importantissimas votações sobre duas cameras e veto absoluto; nem pode por isso mesmo deixar de nos lembrar o que dizia Rousseau aos Polacos "Vós naõ sabeis quanto custa o grangear um'alma republicana!".» A 23 de setembro de 1822 foi um dos subscritores da Constituição Portuguesa de 1822, declarando no acto ser deputado pela Estremadura.
Concluídos os trabalhos e dissolvidas as Cortes Gerais Extraordinárias, Francisco de Lemos Bettencourt foi eleito para a I legislatura das Cortes constitucionais ordinárias, desta feita pelo círculo eleitoral de Setúbal. Quando ocorreu a Vilafrancada e as Cortes foram suspensas, foi um dos deputados que corajosamente assinou a declaração de protesto dos «representantes da Nação Portuguesa reunidos em Cortes» de 2 de junho de 1823. O seu parentesco e amizade com Manuel Inácio Martins Pamplona Corte Real, o 1.º conde de Subserra, e a sua oposição à dissolução das Cortes fizeram de Francisco de Lemos Bettencourt uma figura demasiado liberal para ser aceite pelos meios próximos de D. Miguel I de Portugal, levando a que recolhesse às suas propriedades.
Contudo, logo que foi outorgada a Carta Constitucional de 1826 e em 1826 se realizaram as primeiras eleições, voltou a ser eleito, desta feita pela Estremadura, para a legislatura de 1826 a 1828. A sua acção nas Cortes voltou a centrar-se nas questões agrárias.
Com a dissolução das Cortes e o reinstalar do absolutismo que se seguiu à proclamação de D. Miguel I como rei absoluto, foi obrigado a esconder-se e sofreu perseguições que o obrigaram a exilar-se e lhe causaram grandes danos nos seus bens. Mas, restaurada a Carta Constitucional na sequência da vitória liberal na Guerra Civil Portuguesa, em 1834 foi novamente eleito deputado pela Estremadura, participando nas sessões da legislatura de 1834 a 1836, com juramento prestado a 23 de Agosto de 1834. Dissolvidas as Cortes pelo golpe setembrista, não foi eleito para as Cortes Constituintes de 1837-1838.
Recebeu da rainha D. Maria II de Portugal carta de Conselho e foro de fidalgo-cavaleiro da Casa Real. Foi também juiz do Tribunal do Tesouro.
Aprovada a Constituição Portuguesa de 1838 e esbatidos os ecos da Revolução de Setembro, voltou a ser eleito em 1839, desta feita para o Senado em representação do círculo eleitoral de Angra do Heroísmo, a sua cidade natal. Faleceu durante esta legislatura.
Foi autor de um opúsculo intitulado Exposição das reformas e melhoramentos que adquiriu em Portugal, Algarve e Ilhas adjacentes a lavoura de géneros ceraes. Algumas das suas intervenções parlamentares são de grande interesse para o conhecimento da política agrária da época.
O seu túmulo no Cemitério dos Prazeres, em Lisboa, ostenta a seguinte inscrição: «Aqui repousam os restos mortais de Francisco de Lemos Bettencourt Vasconcelos, do Conselho de Sua Majestade a rainha D. Maria segunda, fidalgo cavaleiro da Casa Real. Em toda a sua vida, tão curta e tão ilustre, mereceu a confiança do rei e do povo; foi cinco vezes eleito deputado da nação portuguesa e duas vezes senador; sempre zeloso defensor dos interesses da agricultura, fiel à causa da liberdade e da monarquia, sofreu dura perseguição do governo usurpador e considerável perda de sua fazenda; serviu o lugar de juiz de for a da vila de Arganil; foi membro do governo interino estabelecido em Lisboa a 15 de Setembro de MDCCCXX e exerceu o cargo de conselheiro do Tribunal do Tesouro».